# 七ヶ浜サッカースタジアム
七ヶ浜サッカースタジアム（しちがはまサッカースタジアム）は宮城県七ヶ浜町の町営総合スポーツセンター内にあるサッカー専用スタジアムである。

## 概要
1998年（平成10年）に完成し、2001年（平成13年）に開かれた新世紀・みやぎ国体のサッカー競技にも使用された。収容人員は約2300人。照明は設置されていない。スコアボードは得点のみのパネル式。JFL・ソニー仙台FCが主に準本拠地として試合を開催していたが、ピッチが人工芝に変更されるのに伴い（リーグ規定によりJFL以上の全国リーグでは人工芝が使用できないため）、2016年（平成28年）シーズンから使用されなくなった。また、東北リーグや宮城県リーグのカテゴリーでも使用している。
2017年（平成29年）3月、ピッチがロングパイル人工芝に張り替えられた。

## アクセス
- 東日本旅客鉄道（JR東日本）仙石線下馬駅または本塩釜駅で下車し、七ヶ浜町民バス「ぐるりんこ」君ヶ岡公園行きに乗り、『生涯学習センター前』で下車。(運賃300円、所要時間40分)

## その他
- Jリーグのベガルタ仙台の練習場としては泉サッカー場などが芝生育成等で使用出来ない時期に数回使っていたが、最近は七ヶ浜での練習はほとんど行っていない。
- 2011年（平成23年）3月11日に発生した東日本大震災で周囲ががれきの集積場になっていることもあり2011年のJFLなども含め七ヶ浜のサッカーの試合開催ができなくなった。
- 2012年（平成24年）3月31日のJFL第4節より、ソニー仙台がJFL公式戦で使用再開された。